# Brama Grodzka w Krakowie
Brama Grodzka (Kazimierska, Złotników) – brama krakowska wzniesiona około 1298 roku. Jedna z ośmiu krakowskich bram obronnych obok Floriańskiej, Sławkowskiej, Wiślnej, Mikołajskiej, Rzeźniczej (Brama na Gródku), Szewskiej, Nowej i Pobocznej. Zburzona na początku XIX wieku.

## Historia
Była częścią okołu i fortyfikacji miejskich, których budowa rozpoczęła się w 1286 roku po lokacji miasta. Budowę bramy Grodzkiej szacuje się na rok 1298, kiedy to rozbudowano mury obronne. Zbudowana była na planie kwadratu i zwieńczona gotyckim sklepieniem. Wawel początkowo nie był połączony murami z Krakowem, dopiero gdy mury miejskie połączono z zamkiem, u podnóża wzgórza wzniesiono dwie bramy: Grodzką i Porta Laterana.
Brama znajdowała się u wylotu ulicy Grodzkiej. Wiódł przez nią szlak na Ruś Czerwoną, trakt solny do Wieliczki oraz droga do Kazimierza (położonego po drugiej stronie starego koryta Wisły) – stąd jej funkcjonująca do XV wieku nazwa – Brama Kazimierska. Szlaki te biegły wzdłuż dzisiejszych ulic Stradomskiej i Krakowskiej. Między bramą a Wawelem stały młyny na odnodze płynącej w pobliżu Rudawy.
Podczas oblężenia Krakowa w czasie potopu była ostrzeliwana przez artylerię szwedzką, jednak stanowiła silny punkt oporu – za jej obronę odpowiedzialny był Cech Złotników – i jej obrona przeszkodziła napastnikom w zajęciu miasta "z marszu".
Po zniszczeniu 26 sierpnia 1813 roku przez powódź Mostu Stradomskiego, Bramę Grodzką po 1824 roku zburzono w celu dostarczenia materiału na odbudowę. 